# Copa del Pacifico 2006
Copa del Pacifico 2006 – dziewiąta edycja turnieju towarzyskiego o Puchar Pacyfiku między reprezentacjami Peru i Chile rozegrana w 2006 roku.

## Mecze
| 7 października Vina del Mar |  | Chile | 3 | - | 2 (1-1) | Peru |

| 11 października Tacna |  | Peru | 0 | - | 1 (0-1) | Chile |

## Końcowa tabela
| M | Reprezentacja | L.m. | Zw. | Rem. | Por. | Bramki | R.br. | Pkt |
| 1 | Chile         | 2    | 2   | 0    | 0    | 4:2    | +2    | 6   |
| 2 | Peru          | 2    | 0   | 0    | 2    | 2:4    | -2    | 0   |

Triumfatorem turnieju Copa del Pacifico 2006 został zespół Chile.